# Lane (Oklahoma)
Pour les articles homonymes, voir Lane.
Lane est une census-designated place du comté d'Atoka, dans l'État d'Oklahoma, aux États-Unis,. En 2020, elle compte une population de 300 habitants.